# Hénu
Hénu ist eine französische Gemeinde mit 151 Einwohnern (Stand 1. Januar 2022) im Département Pas-de-Calais in der Region Hauts-de-France. Sie gehört zum Arrondissement Arras, zum Kanton Avesnes-le-Comte und zum Gemeindeverband Campagnes de l’Artois.

## Lage
Die Gemeinde Hénu liegt am Südrand des Artois nahe der Grenze zum Département Somme, 23 Kilometer südwestlich von Arras. Nachbargemeinden von Hénu sind Gaudiempré im Norden, Saint-Amand im Nordosten, Souastre im Osten, Couin im Süden sowie Pas-en-Artois im Westen.

## Bevölkerungsentwicklung
| Jahr                       | 1962 | 1968 | 1975 | 1982 | 1990 | 1999 | 2006 | 2016 | 2022 |
| -------------------------- | ---- | ---- | ---- | ---- | ---- | ---- | ---- | ---- | ---- |
| Einwohner                  | 202  | 178  | 147  | 127  | 143  | 152  | 161  | 166  | 151  |
| Quellen: Cassini und INSEE |      |      |      |      |      |      |      |      |      |

## Sehenswürdigkeiten

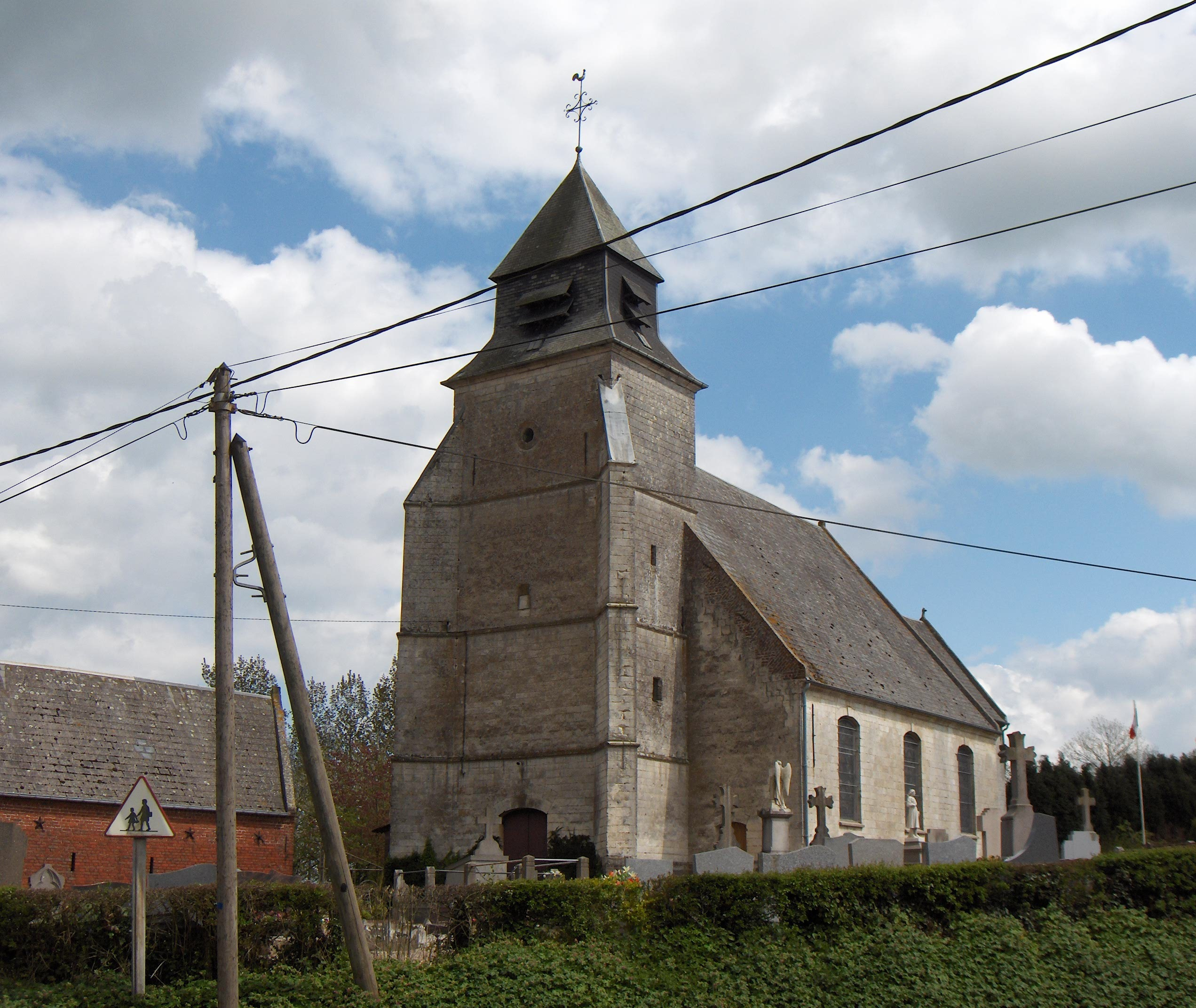
Kirche Saint-Nicolas
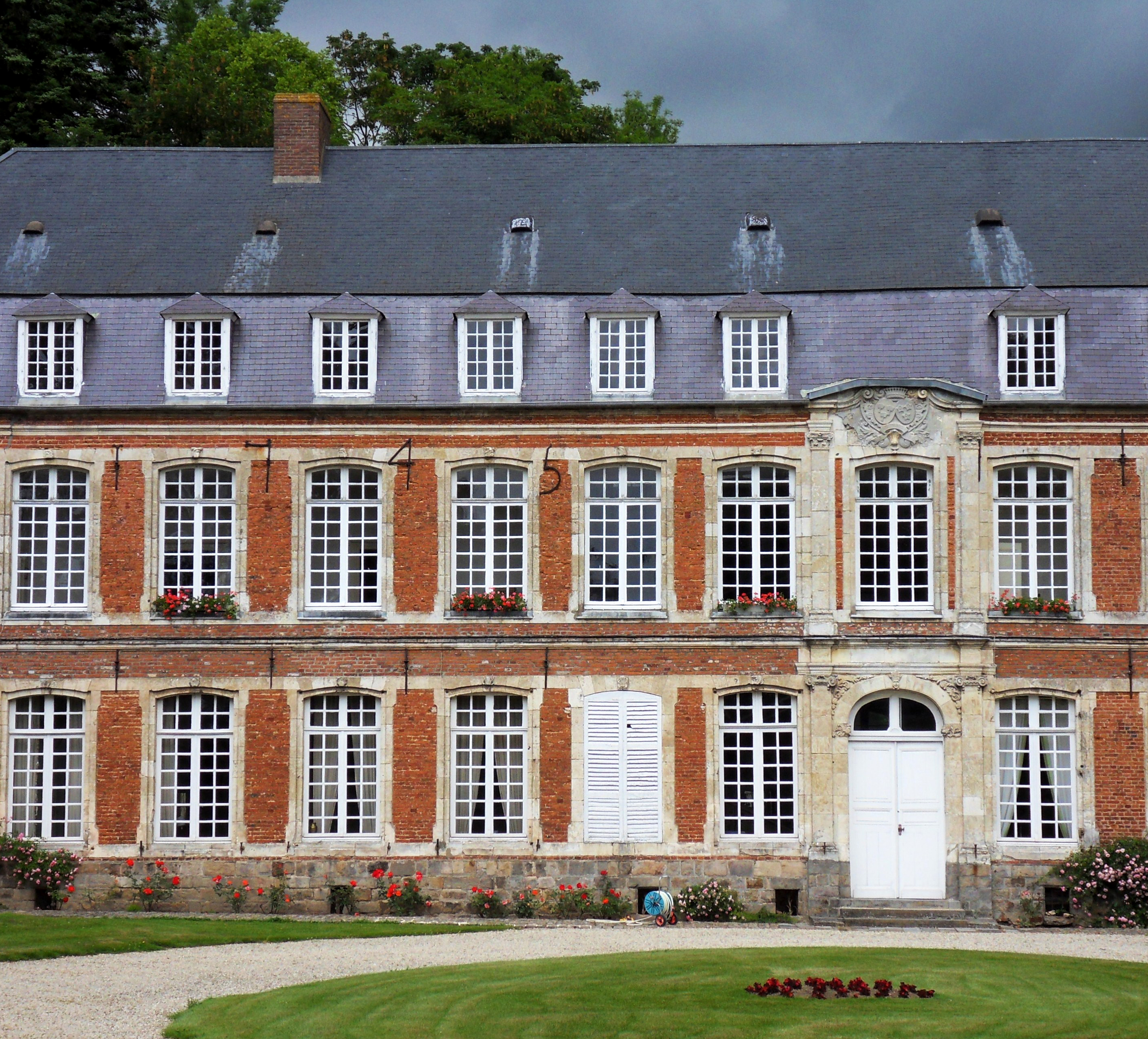
Schloss
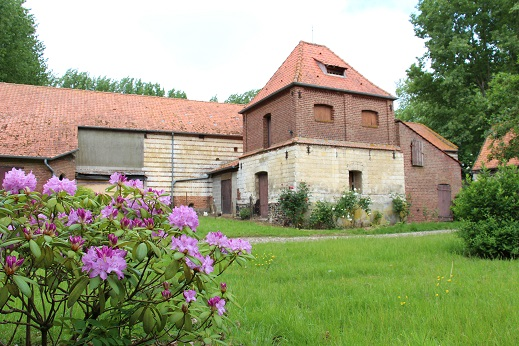
Wasserturm

- Kirche Saint-Nicolas
- Schloss
- Taubenturm